# Stirellus labiata
Stirellus labiata är en insektsart som beskrevs av David D. Gillette 1898. Stirellus labiata ingår i släktet Stirellus och familjen dvärgstritar. Utöver nominatformen finns också underarten S. l. gillettei.